# Miresele lui Dracula (film)

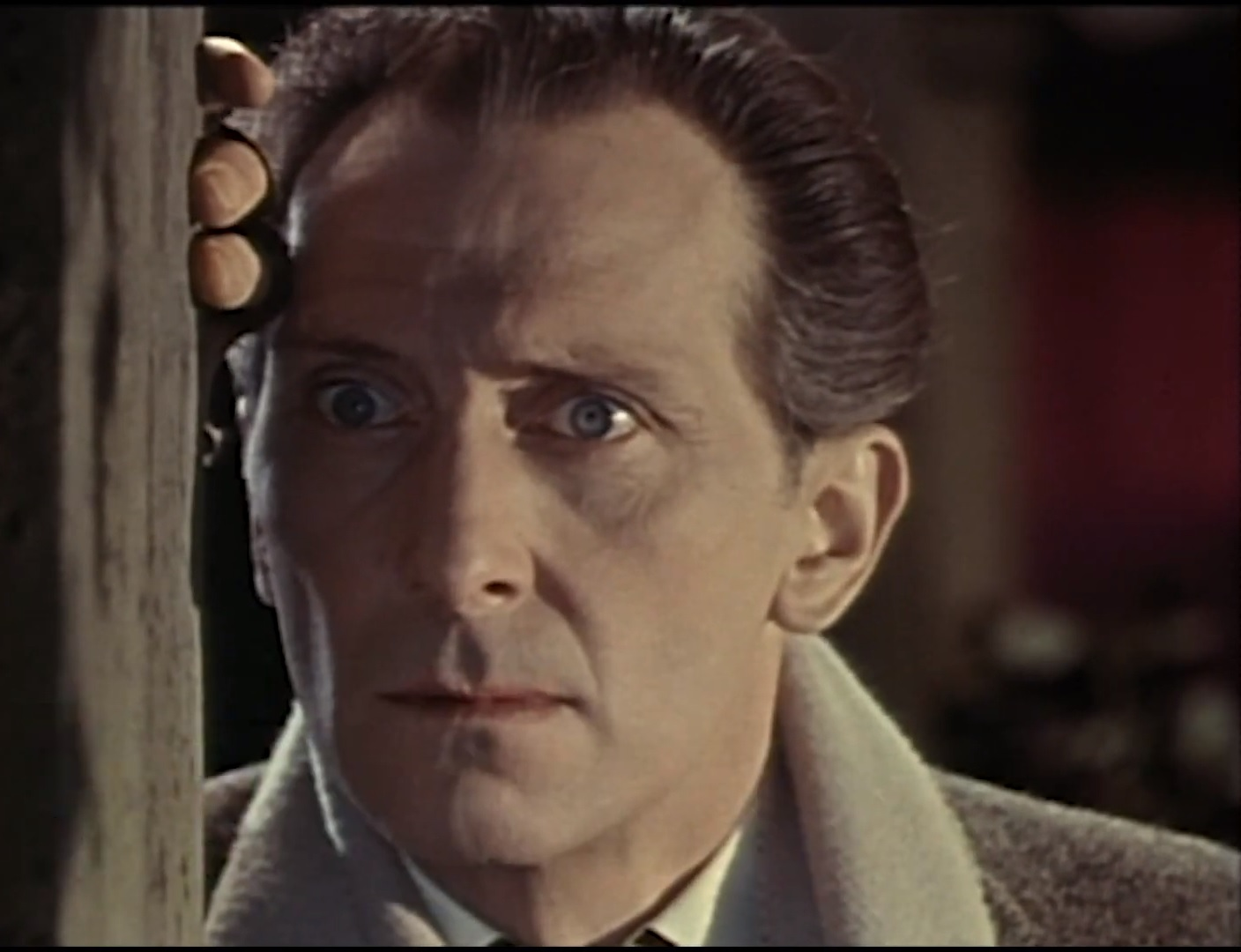
Peter Cushing în Miresele lui Dracula

Miresele lui Dracula (The Brides of Dracula) este un film britanic de groază din 1960. Este regizat de Terence Fisher și produs de Anthony Hinds. În rolurile principale apar actorii Peter Cushing, Yvonne Monlaur și Martita Hunt.

## Distribuție

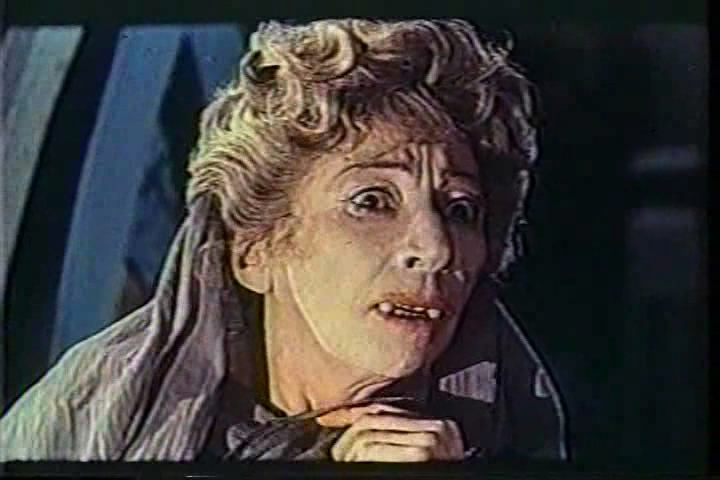
Martita Hunt în Miresele lui Dracula

- Peter Cushing - Doctor Van Helsing
- Martita Hunt - Baroness Meinster
- Yvonne Monlaur - Marianne
- Freda Jackson - Greta
- David Peel - Baron Meinster
- Miles Malleson -  Doctor Tobler
- Henry Oscar - Herr Lang
- Mona Washbourne - Frau Lang
- Andrée Melly - Gina
- Victor Brooks - Hans
- Fred Johnson - preot
- Michael Ripper - the coachman
- Norman Pierce - the landlord
- Vera Cook - the landlord's wife
- Marie Devereux - the village girl
- Michael Mulcaster (nemenționat) - Latour
- Henry Scott (nemenționat) - Severin